# Carolus Rex
Carolus Rex és el setè àlbum de la banda sueca de metall Sabaton, publicat 23 maig 2012. L'àlbum conté dotze cançons disponibles en anglès i suec, amb una durada de 98 minuts. Aquest àlbum està inspirat en l'Imperi suec entre 1611 i 1748, quan Suècia va ser una gran potència mundial.

## Membres
- Joakim Broden - Veu
- Pär Sundström - Baix
- Chris Rörland - Guitarra
- Thobbe Englund - Guitarra
- Robban Bäck - Bateria

## Cançons
1. Dominium Maris Baltici
2. The Lion from the North
3. Gott mit uns
4. A Lifetime of War
5. 1 6 4 8
6. The Carolean's Prayer
7. Carolus Rex
8. Killing Ground
9. Poltava
10. Long Live the King
11. Ruina Imperii
12. In the Army Now (Bonus track)
13. Feuer frei (Bonus track)
14. Twilight Of The Thunder God (Bonus track)[2]